# Tad Stones
Pour les articles homonymes, voir Stones (homonymie).
Tad Stones est un producteur et réalisateur américain, né en 1952 à Burbank, en Californie (États-Unis). Il est reconnu pour avoir travaillé chez The Walt Disney Company entre 1974 et 2003 et notamment pour le bloc de programmes The Disney Afternoon. Parmi les séries de ce bloc, il a réalisé Myster Mask (Darkwing Duck) et produit Tic et Tac, les rangers du risque (Chip 'n Dale Rescue Rangers) ainsi que Aladdin.

## Biographie
Après d'avoir obtenu son diplôme universitaire en 1974, il entama une formation dans l'animation chez Disney sous la responsabilité de Eric Larson. Il était assistant animateur pour les films d'animation Les Aventures de Bernard et Bianca (The Rescuers) et Rox et Rouky (The Fox and the Hound).  
Il travaille ensuite pour Disney Television Animation depuis sa création en 1984. Il est scénariste pour le court-métrage Fou de foot (Sport Goofy in Soccermania). Il va par la suite être scénariste et producteur pour Les Gummi (The Gummi Bears) et Tic et Tac, les rangers du risque. Il va participer à La Bande à Picsou (Ducktales) en créant deux personnages : Robotik et Bubba. Il participe également au développement de deux épisodes Un canard boiteux (Double-O-Duck) de la saison 1 et Le Canard masqué (The Masked Mallard) de la saison 2 dont il va se baser par la suite pour créer la série Myster Mask. Il réalise le pilote de cette dernière série en 1991. À la suite du succès de ce pilote, il scénarise et produit la suite de la série jusqu'à sa fin en 1992. Il devient ensuite producteur exécutif, scénariste et réalisateur sur plusieurs séries Disney. Au bout de 30 ans de collaboration, il quitte la société en 2003.
Il va ensuite travailler pour Universal Animation Studios dont la production, scénarisation et réalisation de deux films basés sur Hellboy.

## Filmographie

### comme producteur
- 1987 : Les Gummi (The Gummi Bears) (série télévisée)
- 1988 : Tic et Tac, les rangers du risque (Chip 'n Dale Rescue Rangers) (série télévisée)
- 1991 : Myster Mask (Darkwing Duck) (série télévisée)
- 1994 : Le Retour de Jafar (The Return of Jafar) (vidéo)
- 1994 : Aladdin (série télévisée)
- 1996 : Aladdin et le Roi des voleurs (Aladdin and the King of Thieves) (vidéo)
- 1998 : Hercule (série télévisée)
- 2000 : Buzz l'Éclair, le film : Le Début des aventures (vidéo)
- 2003 : Les Énigmes de l'Atlantide (Atlantis: Milo's Return) (vidéo)
- 2006 : The Adventures of Brer Rabbit (vidéo)
- 2006 : Hellboy : Le Sabre des tempêtes (Hellboy: Sword of Storms) (TV)
- 2007 : Hellboy : De Sang et de fer (Hellboy Animated: Blood and Iron) (TV)

### comme réalisateur
- 1991 : Myster Mask (Darkwing Duck) (série télévisée)
- 1994 : Le Retour de Jafar (The Return of Jafar) (vidéo)
- 1994 : Aladdin (série télévisée, 2 épisodes)
- 1996 : Aladdin et le Roi des voleurs (Aladdin and the King of Thieves) (vidéo)
- 1998 : Hercule (série télévisée, 1 épisode)
- 2000 : Buzz l'Éclair, le film : Le Début des aventures (vidéo)
- 2003 : Les Énigmes de l'Atlantide (Atlantis: Milo's Return) (vidéo)
- 2006 : Hellboy : Le Sabre des tempêtes (Hellboy: Sword of Storms) (TV)
- 2007 : Hellboy : De Sang et de fer (Hellboy Animated: Blood and Iron) (TV)

### comme scénariste
- 1987 : Fou de foot (Sport Goofy in Soccermania) (vidéo)
- 1987 : Les Gummi (The Gummi Bears) (série télévisée, 4 épisodes)
- 1988 : Tic et Tac, les rangers du risque (Chip 'n Dale Rescue Rangers) (série télévisée, 2 épisodes)
- 1991 : Myster Mask (Darkwing Duck) (série télévisée, 6 épisodes)
- 1994 : Le Retour de Jafar (The Return of Jafar) (vidéo)
- 1991 : Les Aventures de Buzz l'Éclair (Buzz Lightyear of Star Command) (série télévisée, 1 épisode)
- 2003 : Les Énigmes de l'Atlantide (Atlantis: Milo's Return) (vidéo)
- 2006 : Hellboy : Le Sabre des tempêtes (Hellboy Animated: Sword of Storms) (TV)
- 2007 : Hellboy : De Sang et de fer (Hellboy Animated: Blood and Iron) (TV)
- 2009 : The Super Hero Squad Show (TV)
- 2010 : Generator Rex (série télévisée, 3 épisodes)

### comme acteur
- 1991 : Myster Mask (Darkwing Duck) (série télévisée E2) : Tête-de-Marteau (Hammerhead Hannigan)[4] (voix)
- 2019 : La Bande à Picsou (2017) (Ducktales) (série télévisée E16S2) : Gardien (voix)
- 2022 : Tic et Tac, les rangers du risque : le film (Chip 'n Dale: Rescue Rangers) (film) : Exécutif du Studio au téléphone (voix)

## Liste de bandes dessinées en tant que scénariste et dessinateur
- 2008 : Hellboy Aventures[5]